# Höchst im Odenwald
Höchst im Odenwald é um município da Alemanha, situado no distrito de Odenwaldkreis, no estado de Hesse. Tem 30,51 km² de área, e sua população em 2019 foi estimada em 10.199 habitantes.